# 마다가스카르흰꼬리쥐속
마다가스카르흰꼬리쥐속(Brachytarsomys)은 쥐아목 붉은숲쥐과에 속하는 설치류 속이다. 2종을 포함하고 있다.

## 특징
대형 설치류로 꼬리 길이 200~250mm를 제외한 몸길이는 200~250mm이다. 겉모습이 들쥐와 유사하다. 털은 부드럽고 무성하며 등쪽은 회색빛 갈색을 띠는 반면에 배쪽은 희다.

## 하위 종
- 흰꼬리나무쥐 (B. albicauda)
- † B. mahajambaensis
- 털꼬리나무쥐 (B. villosa)